# بي جي هيرستون
بي جي هيرستون (بالإنجليزية: P. J. Hairston)‏ مواليد 24 ديسمبر 1992، هو لاعب كرة سلة أمريكي يلعب مع فريق شارلوت هورنتس في الرابطة الوطنية لكرة السلة ويحمل الرقم 19. يبلغ طوله 6 قدم 6 بوصة (2.0 م).

## فرق لعب لها
- شارلوت هورنتس

## روابط خارجية
- بي جي هيرستون على موقع إن بي أي (الإنجليزية)
- بي جي هيرستون على موقع سبورتس رفرنس (الإنجليزية)
- بي جي هيرستون على موقع كرة السلة الأوروبية.كوم (الإنجليزية)
- بي جي هيرستون على موقع إي إس بي إن.كوم (الإنجليزية)
- بي جي هيرستون على موقع كلية كرة السلة في سبورتس رفرنس.كوم (الإنجليزية)
- بي جي هيرستون على موقع ريلجم (الإنجليزية)
- بي جي هيرستون على موقع بروبوليرز (الإنجليزية)
- بي جي هيرستون على موقع سبورتس رفرنس (الإنجليزية)